# شعاع ضوئي

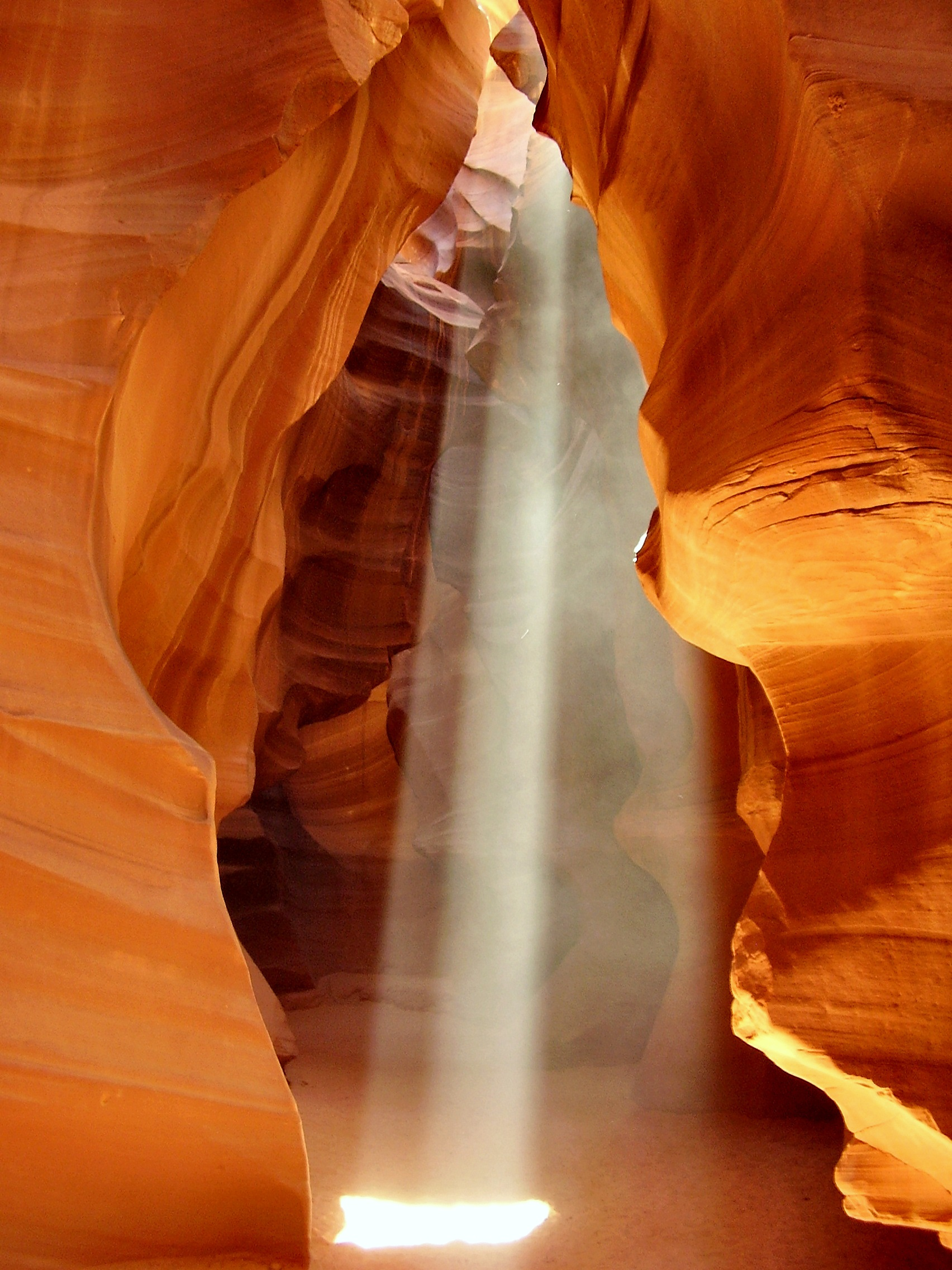
شعاع شمسي يظهر من داخل أخدود

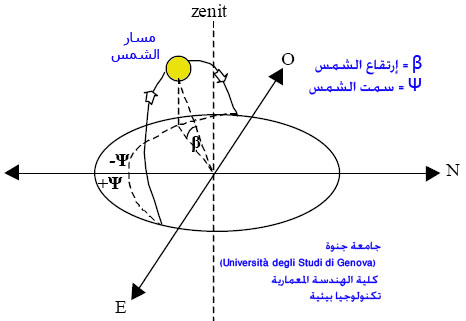
موقع الشمس

الشعاع الضوئي أو الشعاع من الضوء أو أشعة ضوئية  هو أحد أنواع الأشعة وهو إسقاط ضيق من طاقة الضوء يشع من مصدره إلى شعاع عريق وشاهق طولا، وأحد أنواع هذا الضوء هو شعاع الشمس الذي يصفى ويرشح حينما يشع من الشمس إلى سقوطه على كائنات متعددة مثل السحاب والنافذات و أوراق النبات وهناك أيضا عدة أنواع من الشعاع من الضوء الذين غالبيتهن مصطنع، وهؤلاء الأشعة الضوئية المصطنعة يصنعون من مصباح أو أي مخرج أو منتج ضوئي، على الإضافة إلى عاكس مكافئ
الشعاع الشمسي (أو الضوئي) يمثل بخط إلى ما لا نهاية، يُستخدم لتحديد الظل (الذاتي والمحمول) للأجسام الممثلة.
- بصفة عامة أن كمية الإشعاع الشمسي الواقعة على سطح تعتمد على ارتفاع الشمس بالتسبة للأفق (خلال التغيرات الموسمية) وعلى موقعة.
  - موقع الشمس قي مسارها اليومي يحدد غن طريق زاويتين : 
    - β : ارتفاع الشمس (الزاوية بين الأشعاع ش الذي يمر بمراكز الأرض والشمس ومسقطة ش^ على سطح أفقي) أو مكملة θz (زاوية ثريتي: بين ش والخط الرأسي المارر بمركز الأرض).
    - Ψ : السمت الشمسي (الزاوية بين الإسقاط الأفقي ش^ والاتجاه شمال جنوب).